# هيروكي أوكادا
هيروكي أوكادا (باليابانية: 奥田 裕貴) (5 أكتوبر 1992 في أوساكا في اليابان – )؛ هو لاعب كرة قدم سابق كان يلعب كمدافع.

## وصلات خارجية
- هيروكي أوكادا على موقع رابطة كرة القدم اليابانية للمحترفين (اليابانية)
- هيروكي أوكادا على موقع قاعدة بيانات كرة القدم.إي يو (الإنجليزية)
- هيروكي أوكادا على موقع Soccerway.com (الإنجليزية)